# 인천광역시주안도서관
인천광역시교육청주안도서관은 인천광역시 미추홀구 주안4동(구월남로 27)에 있는 공공 도서관입니다. 1990년 2월에 개관하여 지식,문화 플랫폼으로서의 역할을 강화해 가고 있습니다.
정보자원의 연계와 공유체계 구축을 통해 더 많은 지식정보에 쉽고 편리하게 접근할 수 있도록 지원해 오고 있으며 독서문화사업과 평생교육프로그램을 통해 시민의 무한한 창의성과 성장을 응원하고 있습니다.
2022년 8월에는 도서관을 전면 리모델링하여 수요환경 변화에 적합한 공간창출과 서비스 개선으로

도서관이 지식, 문화, 소통의 플랫폼으로서 기능을 더욱 강화해 나갈 수 있도록 하였습니다.